# Museo Nacional Estancia Jesuítica de Alta Gracia y Casa del Virrey Liniers
El Museo Nacional Estancia Jesuítica de Alta Gracia y Casa del Virrey Liniers es un museo de la ciudad de Alta Gracia, provincia de Córdoba, que se encuentra ubicado en lo que fuera la residencia jesuítica del siglo XVII, que formaba parte de la Estancia de Alta Gracia. En el año 2000 fue declarado Patrimonio de la Humanidad por la UNESCO.

## Historia

### Estancia jesuítica de Alta Gracia
La estancia tiene su origen en la entrega de tierras a Juan Nieto, cofundador de la ciudad de Córdoba, en 1588. Años más tarde, Doña Estefanía de Castañeda, viuda y heredera de Nieto, se casó con Alonso Nieto de Herrera, quien bautizó la propiedad como Alta Gracia, en honor a la virgen de su pueblo natal en España. En 1643, Don Alonso, viudo por segunda vez, ingresó a la Compañía de Jesús, a quien donó todos sus bienes.

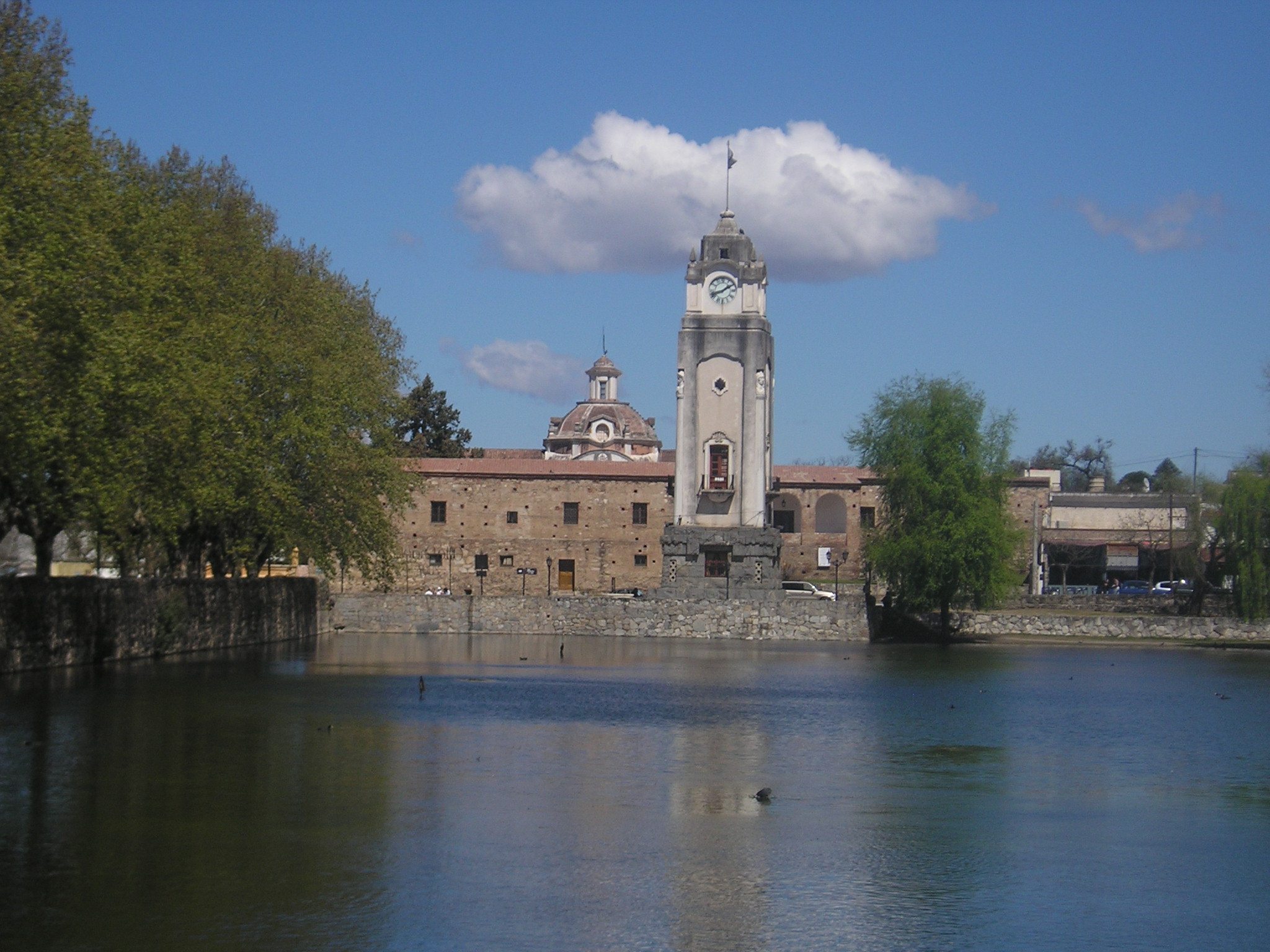
Tajamar construido por los jesuitas.

Los jesuitas crearon un establecimiento agrícola, ganadero e industrial que tuvo como objetivo el sostén del Colegio Máximo –que luego se convirtió en la primera universidad del territorio argentino–, y llegó a ser uno de los centros rurales más prósperos de la compañía cordobesa.
El negocio ganadero fue la principal fuente de recursos, especialmente la cría y comercio de mulas destinadas a los yacimientos de Potosí.
La estancia cubría una gran superficie y tenía ocho puestos en las sierras: San Ignacio, Santiago, San Antonio, Potrero, Achala, San Miguel, Potrerillo y el Puestito de Guzmán.
La estancia estaba compuesta por la residencia de los jesuitas, actual museo; la iglesia; el obraje, donde se realizaban las actividades industriales; la ranchería, vivienda de los negros esclavos; el tajamar, un dique de 80 m de largo, que permitía el funcionamiento de dos molinos harineros; un batán (máquina impulsada por agua que servía para golpear, desengrasar los cueros y dar consistencia a los paños) y el riego de huertas y quintas; y hornos para quemar cal y cocinar tejas y ladrillos.

Sello de la Compañía de Jesús.

En el obraje funcionó una carpintería, despensas y oficinas, y se desarrolló actividad textil. En los telares se confeccionaban telas rústicas para los habitantes de la estancia.
Tres padres tenían a su cargo la administración, evangelización y enseñanza de los oficios. Aproximadamente 300 esclavos negros se ocupaban de las tareas principales desarrolladas en la herrería, el obraje, los molinos, las huertas y los puestos de las sierras. Los aborígenes, conchabados, recibían su pago en especias.
Cuando en 1767 el rey Carlos III puso fin al trabajo de los jesuitas en América, la estancia pasó a manos de la Junta de Temporalidades, que administró la estancia en nombre del rey. Años más tarde la propiedad fue vendida a los Rodríguez, una aristocrática familia de Córdoba que, a pesar de sus esfuerzos, no logró mantener su actividad económica.

### Últimos propietarios de la estancia

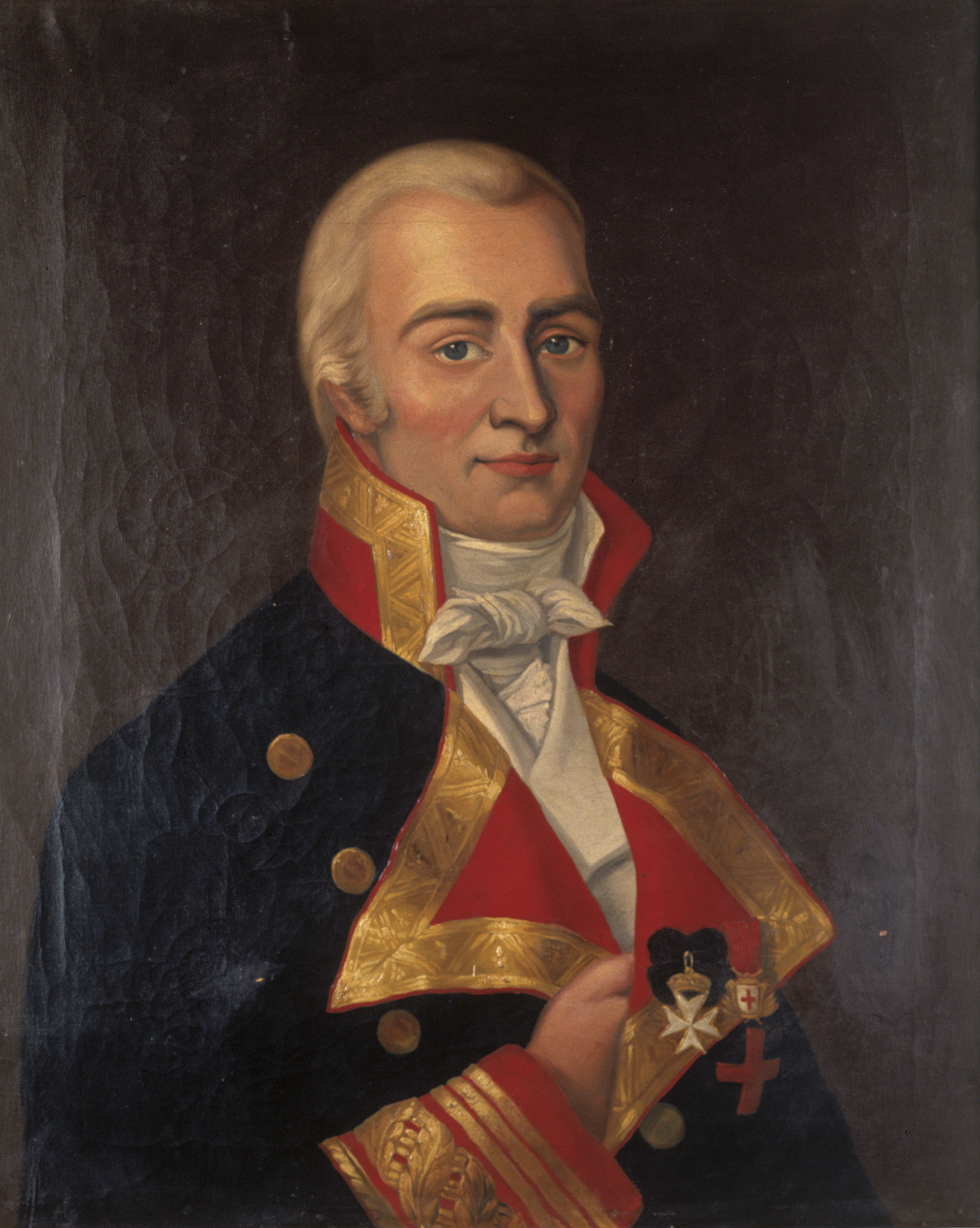
Santiago de Liniers, uno de los últimos dueños de la estancia.

En 1810 la estancia fue comprada por Santiago de Liniers, quien vivió unos pocos meses en la casa.
En 1820 José Manuel Solares compró la propiedad a los hijos de Liniers y de esta manera se convirtió en el último dueño de la estancia.
En 1868, por voluntad testamentaria de Solares, se delimitaron los terrenos para la creación de una villa que hoy es la ciudad de Alta Gracia, quedando la residencia en el centro de la misma. Las construcciones jesuíticas y tierras adyacentes quedaron, durante cien años, en poder de los Lozada, herederos de Solares.

### Historia del museo
En 1968 la Nación Argentina expropió la residencia –que había sido declarada Monumento Histórico Nacional en 1941– dando comienzo a un intenso trabajo de investigación arqueológica y documental que permitió que, a través de las tareas de restauración que se iniciaron en 1971, la construcción se preserve fiel a su estructura original.
En 1972 se habilitaron algunas salas, y el 26 de agosto de 1977, luego de casi 10 años de arduo trabajo, el museo se inauguró oficialmente.
En 1986, por su labor cultural y educativa recibió, de la Secretaría de Cultura de la Nación, el Primer Premio en el Concurso "El Museo Más Activo del País".

#### Patrimonio de la Humanidad
Córdoba fue la capital de la Provincia Jesuítica del Paraguay, que abarcaba los actuales territorios de Paraguay, Brasil, Uruguay, Bolivia y Argentina. La importancia de su universidad, y de las estancias que la sostuvieron, trascendió los límites de la región. 
Por ser un ejemplo de conjunto arquitectónico que ilustra una etapa significativa de la historia de la humanidad; la manifestación de un intercambio considerable de valores humanos, asociados con ideas, creencias y obras artísticas de significado universal excepcional, la UNESCO declaró, el 2 de diciembre de 2000, Patrimonio de la Humanidad, a la Manzana Jesuítica de la ciudad de Córdoba y a las estancias jesuíticas de Caroya, Jesús María, Santa Catalina, y La Candelaria y Alta Gracia.

## El Museo

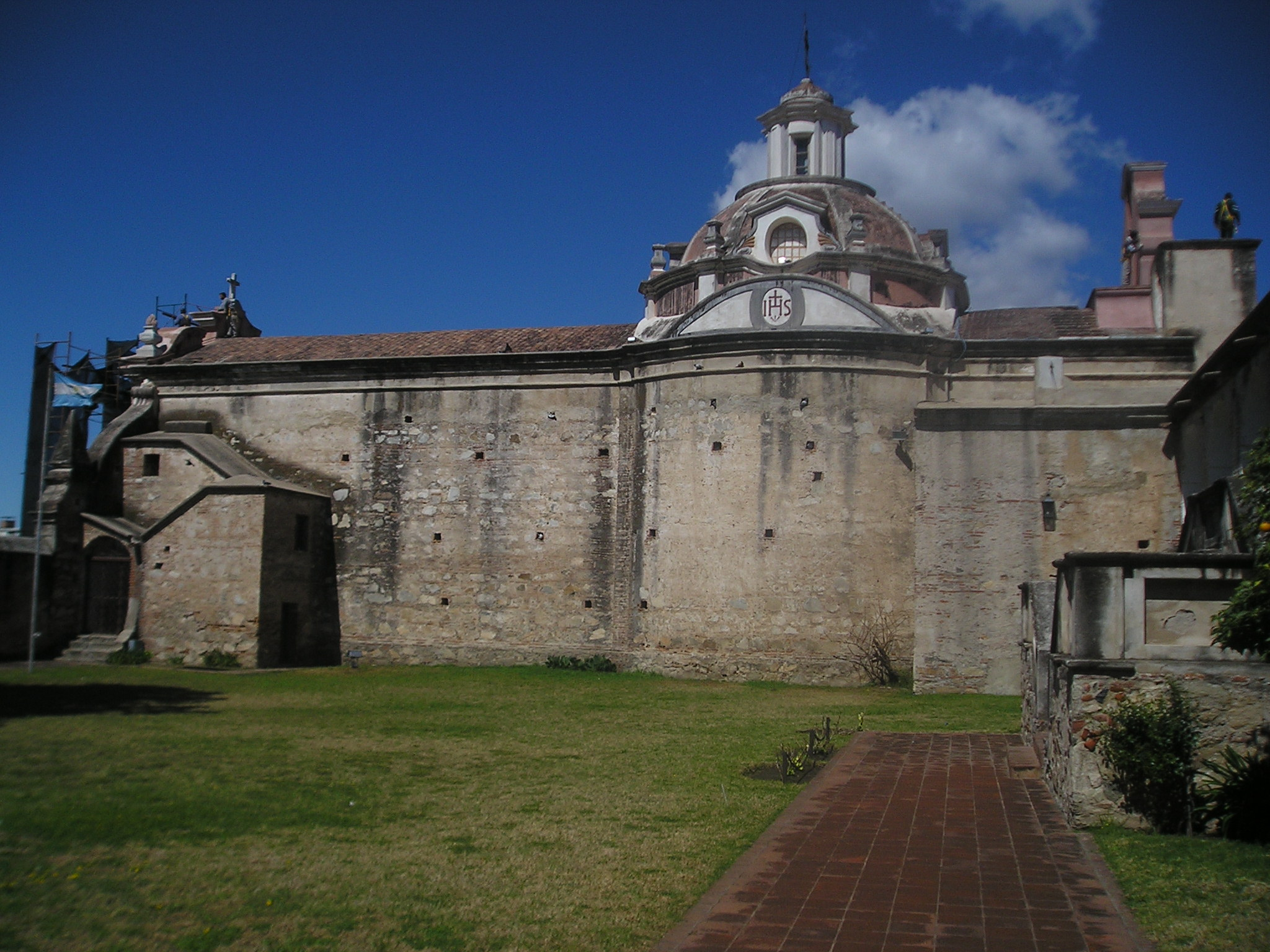
Vista lateral de la iglesia desde el patio del museo.

El museo cuenta con 17 salas de exposición permanente que han sido ambientadas acorde a los modos de vida de cordobeses y especialmente de los serranos durante los siglos XVII, XVIII y XIX. Su patrimonio está compuesto por objetos de gran importancia que evocan la vida cotidiana y las formas de trabajo en la antigua estancia.

### Su arquitectura
La iglesia y la residencia de los siglos XVII y XVIII, estas se sitúan alrededor de un patio claustral.
La residencia está construida en forma de "L" y en dos niveles. En la planta alta las habitaciones lindan a las galerías que repiten constantemente bóvedas de crucería y arcos de medio punto que descansan sobre robustos pilares.
La iglesia ocupa el ala sur del patio y es un ejemplo del barroco americano. Está edificada como una sola nave y se distingue por la curvatura de los muros que bajan desde la cúpula. La redondez de esas paredes constituye una excepción dentro de las tipologías religiosas coloniales de Latinoamérica.
En su construcción intervinieron los arquitectos jesuitas Prímoli, Bianchi, Kraus, Harschl y probablemente Forcada.

### Planta alta
En la planta alta del museo se encuentran la mayoría de las salas de exposición, el Salón Auditorio y la Biblioteca. El espacio expositivo está organizado en tres diferentes criterios:
- Información e interpretación  histórica: maquetas que representan las construcciones del casco original de la estancia, explican el funcionamiento de un molino hidráulico y recrean el hábitat de los aborígenes que habitaban la zona.
- Salas ambientadas con muebles y objetos representativos de los distintos procesos históricos y formas de trabajo de la estancia: Alcoba serrana, Sala de Liniers, Antiguo refectorio, Dormitorio y Comedor del siglo XIX. En el traspatio se encuentran la Herrería jesuítica del siglo XVII y la Cocina de 1810. Además llaman la atención los lugares comunes como lo es el sistema sanitario a dos niveles, en planta alta y planta baja, construido en el siglo XVII.
- Criterio estético histórico: en las Salas de evangelización y arte, los objetos de arte religioso muestran la labor de la iglesia en América.

### Planta baja
La planta baja era en la época jesuítica almacén y depósito. Hoy funcionan la Dirección del museo, la Recepción, el Área administrativa y la Tienda del Museo. También se encuentran salas de exposición temporaria y permanente.
Al ingreso, en la planta baja, a la izquierda del patio, hay una pequeña celda.